# António Rosário
António Rosário – piłkarz z Wysp Świętego Tomasza i Książęcej grający na pozycji obrońcy, reprezentant kraju na arenie międzynarodowej.
Podczas eliminacji do Mistrzostw Świata w 2002 roku, Rosário reprezentował swój kraj w jednym z dwóch spotkań, w jakich to wzięli udział zawodnicy z tego kraju; w pierwszym z nich, jego reprezentacja pokonała 2-0 drużynę Sierra Leone, a Rosário w 68. minucie zmienił Eucryoisa Cravida. W meczu rewanżowym, Sierra Leone pokonała reprezentację Wysp Świętego Tomasza i Książęcej 4-0, a Rosário cały mecz spędził na ławce rezerwowych.